# Liste der Monuments historiques in Moutiers-sur-le-Lay
Die Liste der Monuments historiques in Moutiers-sur-le-Lay führt die Monuments historiques in der französischen Gemeinde Moutiers-sur-le-Lay auf.

## Liste der Bauwerke
| Bezeichnung             | Beschreibung              | Standort | Kennzeichnung | Schutzstatus | Datum | Bild           |
| ----------------------- | ------------------------- | -------- | ------------- | ------------ | ----- | -------------- |
| Kirche St-Pierre        | Erbaut im 12. Jahrhundert | (Lage)   | PA00110179    | Inscrit      | 1984  | weitere Bilder |
| Logis de la Mothe-Orson | Erbaut um 1700            | (Lage)   | PA85000003    | Inscrit      | 1996  |                |